# 오스트랄로피테쿠스 바렐그하자리
오스트랄로피테쿠스 바헬그하자리(Australopithecus bahrelghazali)는 1993년 차드에서 M. Brunet에 의해 발견되었다. 이 화석은 360만년 전~300만년 전에 살았던 것으로 추정된다.

## 논쟁
오스트랄로피테쿠스 아파렌시스와 비슷하여 진위 여부에 대해 논쟁 중이나 인정하지 않는 수가 많다.

## 같이 보기
- 화석 인류